# 窩頭
窩頭（ウォートウ）、または窩窩頭（ウォーウォートウ）とは、中国北部の伝統的な食べ物。窩頭を元に考案された小窩頭も本項で説明する。

## 概要
トウモロコシの粉を水で練り、丸めて蒸したものであり、庶民の主食として食べられていた。包子のような餡は中身になく、マントウのように発酵の工程も加えられていない。饅頭に似た形のものが多い。
玉米面窩頭、玉米面窩窩頭とも。「玉米面」はトウモロコシ粉の意。
庶民や貧乏人が食べる粗末な食べ物とされていたが、近年健康食品として認識されている。

## 小窩頭
小窩頭（シャオウォートウ）は北京の菓子。
1900年の義和団の乱の折、西太后は北京を脱し、西安へ逃れた。その道中で、空腹を覚えた西太后が側近に食べ物を求めたが、農民の主食である窩頭しか手に入らなかった。側近は仕方なく西太后に差し出しところ、空腹に耐えかねていた西太后は窩頭を美味いと喜び、瞬く間に平らげてしまった。乱が治まり北京へ戻った西太后は、あの時に食べた窩頭の味を思い出し、宮廷料理人に作るよう命じた。だが料理人は庶民や貧乏人の食べ物である窩頭を西太后に食べさせて良いものか悩んだ末、生地のトウモロコシ粉に大豆粉（あるいは栗粉）を加えて練り、小さな形に成形した上で蒸し、キンモクセイのシロップと栗の甘みを加えるなどして味を調えた。西太后は一口食べ、これはあの時の味であると、叫んで大いに喜んだと伝えられる。
小窩頭と名付けられ、宮廷菓子として広まっていった。
栗粉を使うことからzh:栗子麵窩頭、栗子面窩頭とも呼ばれる。